# Crónicas del mago negro
Crónicas del mago negro (The Black Magician trilogy)  es el nombre de la trilogía de género fantástico, de la autora australiana Trudi Canavan, donde magos, nobleza, plebeyos, ladrones y algún que otro extranjero, conviven y luchan según sus intereses y habilidades.
Ambientadas en las tierras aliadas de Kyralia, y principalmente en el reino de Imardin, la historia nos presenta a Sonea, una joven plebeya que descubre su habilidad en la magia durante la tradicional “Purga”. En este evento anual, el Gremio de los Magos del reino van limpiando las calles de ladrones, vagabundos e indeseables, empujándolos a las afueras de la ciudad donde las murallas los separan de los habitantes de mejor estatus, lo que ha genereado una división sensible en la población, así vemos rechazos, disgustos generalizados de ambas partes y el aparecimiento de un submundo de ilegalidad peor.
El Gremio de los Magos sólo admite como aprendices (y luego como miembros) a los miembros de las Casas de Imardin y a algunos escogidos por los reinos aliados, por lo que aparezca un mago fuera de su control y se oponga a sus acciones es el mayor temor que tienen, y esto se hace realidad con Sonea en plena “Purga”.
La trilogía esta compuesta por los libros:
- El gremio de los magos (The Magicians' Guild) (2001).
- La aprendiz (The Novice) (2002).
- El gran lord (The High Lord) (2003).

Posterior a ellos, la autora publicó La maga (The Magician’s Apprentice) (2009), una precuela a esta trilogía y posteriormente surgió La espía traidora, trilogía que continua la historia una generación después de El gran lord.
- Datos: Q1213040